# Scelidacantha
Scelidacantha là một chi bướm đêm thuộc họ Geometridae.

## Các loài
- Scelidacantha narosa
- Scelidacantha triseriata
- Scelidacantha virginata